# 마이 리틀 포니: 이퀘스트리아 걸스 - 에버프리의 전설
《마이 리틀 포니: 이퀘스트리아 걸스 - 에버프리의 전설》(My Little Pony: Equestria Girls - Legend of Everfree)은 미국, 캐나다의 애니메이션 영화이다. 마이 리틀 포니: 우정은 마법의 파생작인 마이 리틀 포니: 이퀘스트리아 걸스의 후속작이다.

## 줄거리
에버프리에서 캠프 이벤트가 시작된다. 트와일라잇 스파클과 그녀의 친구들이 이벤트 도전에 참여한다. 하지만 이상한 일들이 시작되었고 트와일라잇은 그것이 자신의 다른 자아 미드나잇 스파클 때문이라고 생각하기 시작한다.

## 개봉일
- 미국: 2016년 11월 5일
- 한국: 2017년 7월 7일

## 캐스팅
| 배역                         | 영어                | 한국어 |
| ---------------------------- | ------------------- | ------ |
| 트와일라잇 스파클/사이트와이 | 타라 스트롱         | 박지윤 |
| 핑키 파이                    | 앤드리아 리브먼     | 김현지 |
| 레인보우 대쉬                | 애슐리 볼           | 조현정 |
| 애플잭                       | 애슐리 볼           | 김율   |
| 래리티                       | 태비사 세인트저메인 | 여민정 |
| 플러터샤이                   | 앤드리아 리브먼     | 이지영 |
| 스파이크                     | 캐시 웨슬럭         | 이영란 |
| 선셋 쉬머                    | 레베카 쇼이킷       | 은영선 |
| 셀레스티아 교장              | 니콜 올리버         | 우정신 |
| 루나 교감                    | 태비사 세인트저메인 | 엄현정 |
| 팀 스프루스                  | 브라이언 도         | 김영선 |
| 글로리오사 데이지            | 이니드-레이 아담스  | 이영란 |
| 플래쉬 센트리                | 빈센트 통           | 김기철 |
| 미드나잇 스파클              | 타라 스트롱         | 박지윤 |